# Landolphia exilis
Landolphia exilis är en oleanderväxtart som beskrevs av Jumelle och Perrier. Landolphia exilis ingår i släktet Landolphia och familjen oleanderväxter. Inga underarter finns listade i Catalogue of Life.